# Varvara-krasa, dlinnaja kosa
Varvara-krasa, dlinnaja kosa (russisk: Варвара-краса, длинная коса) er en sovjetisk spillefilm fra 1969 af Aleksandr Rou.

## Medvirkende
- Mikhail Pugovkin som Jeremej
- Georgij Milljar som Tjudo-Judo
- Anatolij Kubatskij som Afonja
- Aleksej Katysjev som Andrej
- Sergej Nikolajev